# John Ball (naturaliste)
Pour les articles homonymes, voir John Ball et Ball.
John Ball, né le 20 août 1818 à Dublin (Irlande) et mort le 21 octobre 1889 à Londres (Royaume-Uni), est un naturaliste, alpiniste, écrivain et homme politique irlandais.

## Biographie
John Ball, né le 20 août 1818 à Dublin, est le fils aîné d’un juge irlandais, Nicholas Ball. Il fait ses études à l’Oscott College près de Birmingham et au Christ’s College à Cambridge. Il montre dès son jeune âge un attrait pour l’histoire naturelle et notamment la botanique. Dès 1826, il mesure à l'aide d'un baromètre l'altitude des collines irlandaises de la région de Dublin.
Après ses études, il voyage en Europe et explore particulièrement la Suisse en 1827. Ball publie des articles sur la flore et les glaciers suisses.
En 1846, il devient assistant auprès du commissaire du Poor Law Board mais démissionne dès l’année suivante. En 1848, il est élu comme candidat au parlement pour la ville de Sligo. En 1849, il devient second commissaire du Poor Law Board et démissionne en 1852 après remporté le comté de Carlow pour le groupe libéral. 
Dans la chambre des communes britannique, il attire l’attention d’Henry Temple (1784-1865), troisième vicomte de Palmerston, qui le nomme sous-secrétaire pour les colonies, fonction qu’il conserve deux ans. À ce poste, il milite ardemment pour les recherches scientifiques et contribue à la constitution de l’expédition Palliser au Canada conduite par John Palliser (1817-1887).  Il contribue aussi aux recherches conduites par Sir William Jackson Hooker (1785-1865) sur la flore des colonies britanniques.
En 1858, il est battu lors d’élection à Limerick (Irlande) en raison de son soutien à Giuseppe Garibaldi, général italien révolutionnaire. Abandonnant la politique, il se présente à la présidence de l'Alpine Club fondé le 3 février 1858 et est élu en mars de cette année. Il occupe ce mandat jusqu'en 1860. Parallèlement, il se consacre aussi à l’histoire naturelle.
Il est l'auteur de nombreux guides sur la montagne et ainsi contribue à la promotion de l’alpinisme :
- Peaks, Passes and Glaciers, 1859 et éditions ultérieures ;
- Guide Murray, 1860 ;
- Alpine Guide, 1863 et 1868.
- The Western Alps, 1863 ;
- The Central Alps, 1864 ;
- The Eastern Alps, 1868.

Il voyage également au Maroc en 1871 et en Amérique du Sud en 1882.

## Ascensions alpines
Pendant près de quarante ans, John Ball explore les Alpes, traversant plus de deux cents cols et réalisant un grand nombre d'ascensions parmi lesquelles :
- 18 août 1845 : première traversée du col de Schwarzthor au Breithorn dans les Alpes pennines ;
- septembre 1857 : première ascension du Monte Pelmo dans les Dolomites ampezzanes ;
- 1860 : première de la Punta Rocca (Marmolada) avec Victor Tairraz ;
- 9 août 1865 : troisième ascension de la Cima Tosa (massif de Brenta) avec William Edward Forster.

## Hommage
Le mont Ball (en) et le chaînon Ball (en), dans les Rocheuses canadiennes, rappellent son soutien en faveur de l’expédition d'exploration Palliser au Canada.